# Ексетер (Пенсільванія)
Ексетер (англ. Exeter) — місто (англ. borough) в США, в окрузі Лузерн штату Пенсільванія. Населення — 5514 особи (2020).

## Географія
Ексетер розташований за координатами 41°20′1″ пн. ш. 75°49′18″ зх. д. / 41.33361° пн. ш. 75.82167° зх. д. (41.333679, -75.821622).  За даними Бюро перепису населення США в 2010 році місто мало площу 12,95 км², з яких 12,10 км² — суходіл та 0,84 км² — водойми.

## Демографія
Згідно з переписом 2010 року, у селищі мешкали 5652 особи в 2463 домогосподарствах у складі 1543 родин. Густота населення становила 437 осіб/км².  Було 2626 помешкань (203/км²).
Расовий склад населення:
| - 97,2 % — білих - 1,2 % — чорних або афроамериканців - 0,5 % — азіатів - 0,1 % — корінних американців |

До двох чи більше рас належало 0,5 %. Частка іспаномовних становила 1,1 % від усіх жителів.
За віковим діапазоном населення розподілялося таким чином: 18,9 % — особи молодші 18 років, 60,2 % — особи у віці 18—64 років, 20,9 % — особи у віці 65 років та старші. Медіана віку мешканця становила 44,4 року. На 100 осіб жіночої статі у селищі припадало 87,6 чоловіків;  на 100 жінок у віці від 18 років та старших — 85,7 чоловіків також старших 18 років.
Середній дохід на одне домашнє господарство  становив 59 731 долар США (медіана — 38 862), а середній дохід на одну сім'ю — 77 039 доларів (медіана — 54 673). Медіана доходів становила 43 568 доларів для чоловіків та 37 682 долари для жінок. За межею бідності перебувало 11,3 % осіб, у тому числі 12,0 % дітей у віці до 18 років та 11,2 % осіб у віці 65 років та старших.
Цивільне працевлаштоване населення становило 2606 осіб. Основні галузі зайнятості: освіта, охорона здоров'я та соціальна допомога — 25,1 %, роздрібна торгівля — 16,1 %, виробництво — 13,2 %.